# Boloscoop
Een boloscoop is een toestel om vreemde (metalen) voorwerpen die binnen zijn gedrongen door schotwonden door middel van röntgenstraling te kunnen lokaliseren. Het apparaat werd omstreeks 1940 ontwikkeld door de Nederlandse radioloog Gerard van der Plaats, in samenwerking met Philips. Het toestel werd vooral tijdens de Tweede Wereldoorlog gebruikt.